# Ludwig Schneider (Schachspieler)

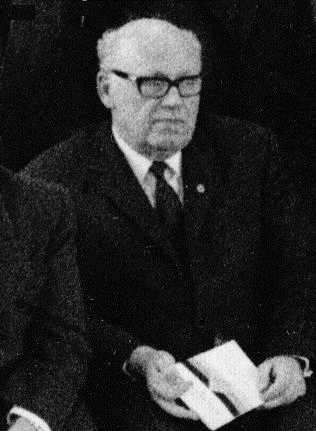
Ludwig Schneider, Fürstenfeldbruck 1968

Ludwig Schneider (* 11. Juni 1907; † 18. April 1975) war ein deutscher Schachspieler und von 1951 bis zu seinem Tod 1975 Präsident des Deutschen Schachbundes.

## Leben
Ludwig Schneider wurde 1949 Vorsitzender des SC Noris in Nürnberg. Von 1951 bis 1969 war er Präsident des Bayerischen Schachbundes.
1969 wurde er Präsident des Deutschen Schachbundes als Nachfolger von Emil Dähne. Er blieb Präsident bis zu seinem Tod 1975 und wurde danach von Alfred Kinzel abgelöst.
Er organisierte an maßgebender Stelle die Schacholympiaden München 1958 und Siegen 1970.
Der Deutsche Schachbund verlieh ihm 1970 die Goldene Ehrennadel des DSB.